# Brás Limongi
Brás Limongi (28 de novembro de 1888 — 14 de março de 1941) foi um médico e político brasileiro.
Cursou medicina na Faculdade de Medicina de Porto Alegre.
Foi deputado à Assembleia Legislativa de Santa Catarina na 1ª legislatura (1935 — 1937), eleito pelo Partido Liberal Catarinense.